# Светлогорский сельский совет (Кобелякский район)
Светлогорский сельский совет (укр. Світлогірська сільська рада) — входит в состав
Кобелякского района
Полтавской области
Украины.
Административный центр сельского совета находится в 
с. Светлогорское.

## Населённые пункты совета
- с. Светлогорское
- с. Брачковка
- с. Кишеньки
- с. Просяниковка